# Il cammino verso la vita
Il cammino verso la vita (in russo Путёвка в жизнь?, Putëvka v žizn') è un film drammatico del 1931 diretto da Nikolaj Ėkk, primo film sonoro prodotto in Unione Sovietica.
Nel 1932 è stato presentato alla prima edizione della Mostra di Venezia (con il titolo Passaporto per la vita) dove ha vinto il referendum per il miglior regista, e lo stesso anno è stato indicato tra i migliori film stranieri dell'anno dal National Board of Review of Motion Pictures.
Nel 1955 ne è stato girato il remake, Pedagogičeskaja poėma, diretto da Aleksej Masljukov e Mečislava Maevskaja.

## Trama
Ucraina, 1923. Terminata la guerra civile le strade sono piene di besprizornye, ragazzi di strada abbandonati a sé stessi e costretti a condurre una vita senza regole alla mercé dei malavitosi. Quando Mustafa e la sua banda vengono arrestati, i giovani sono affidati all'ispettore Nikolaj Sergeev che li conduce in un ex convento in campagna. Lentamente l'uomo conquista la loro fiducia e li avvia ai lavori manuali, aprendo per loro una nuova speranza. Dopo una rivolta che Mustafa ed un altro ragazzo appena arrivato riescono a bloccare, l'educatore decide di non punire nessuno ma consegna un treno elettrico ai ragazzi che dovranno costruire una piccola ferrovia. Il progetto di recupero ha inizio ma si rivelerà lungo e pieno di difficoltà.

## Produzione
La sceneggiatura scritta da Nikolaj Ėkk con Aleksandr Stolper e Regina Januškevič, e con il contributo non accreditato dello scrittore Osip Brik, traeva ispirazione dall'opera del pedagogista ed educatore ucraino Anton Makarenko, di cui il regista era un seguace dal punto di vista dei metodi educativi. Makarenko proponeva un recupero degli adolescenti disadattati non coercitivo ma fondato sulla responsabilizzazione e sulla fiducia, e nel film i besprizornye vengono rieducati sulla base di libertà, condivisione e lavoro da un maestro che li porta ad impegnarsi in attività utili per la società.
Al suo primo lungometraggio, Ėkk condusse un accurato lavoro preparatorio sia dal punto di vista tecnico, considerato che si trattava del primo lungometraggio sovietico realizzato con il sistema di ripresa sonora, sia da quello dei contenuti, trascorrendo anche un periodo presso una Comune di lavoro della Ghepeù per ragazzi abbandonati. La storia prendeva spunto da eventi realmente accaduti nel 1924, anno di fondazione del centro di riabilitazione Bolšcevo creato da Matvej Pogrebinskij che raccolse un gruppo di ragazzi di una banda criminale in una chiesa abbandonata nei dintorni di Mosca. La lavorazione del film iniziò nella primavera del 1930 per la durata di circa un anno e durante le riprese la sceneggiatura subì molte rielaborazioni, anche a causa del ricorso ad attori non professionisti. In particolare, tutti i giovani interpreti erano veri e propri besprizornye.

## Distribuzione e accoglienza
Il film fu distribuito in Unione Sovietica dal 1º giugno 1931, riscuotendo subito un grande successo di pubblico. Nell'agosto 1932 fu mostrato a Venezia, in occasione della prima Mostra del cinema, dove ricevette l'apprezzamento della critica per le sue qualità artistiche ed espressive, oltre che per l'innovazione tecnica del sonoro.
La critica ufficiale sovietica, pur riconoscendo molti meriti al film, obiettò per aver limitato il processo di rieducazione solo ai modi gentili con cui i ragazzi di strada vengono trattati dal loro maestro: «Questo elemento allontana il film dalla realtà sovietica, poiché vengono smorzati quelle possibilità e quei metodi caratteristici della dittatura proletaria, che servono per la rieducazione di questi ragazzi e che riconducono tale problema a un semplice fenomeno sociale».
Nel febbraio 2012 è stato proiettato alla 62ª edizione del Festival di Berlino nella retrospettiva "The Red Dream Factory", dedicata allo studio cinematografico sovietico Mežrabpomfil’m, attivo tra il 1922 ed il 1936, e alla sua sezione tedesca Prometheus.

### Date di uscita
- Unione Sovietica (Putëvka v žizn') - 1º giugno 1931
- Germania (Der Weg ins Leben) - 30 settembre 1931
- USA (A Ticket to Life) - 27 gennaio 1932
- Spagna (El camino de la vida) - 22 febbraio 1932
- Danimarca (Vejen til livet) - 12 marzo 1932
- Argentina (El camino de la vida) - 10 ottobre 1932
- Finlandia (Passi elämään) - 27 febbraio 1959

## Riconoscimenti
1932
- Mostra internazionale d'arte cinematografica di Venezia
Miglior regista a Nikolaj Ėkk
- National Board of Review of Motion Pictures
NBR Award ai migliori film stranieri